# Nettop
El terme  nettop  identifica els ordinadors d'escriptori de baix cost, baix consum i reduïdes dimensions.
La denominació prové de combinar les paraules en anglès net  (xarxa) i  desk  top  computer  (ordinador de sobretaula). Estan orientats a la navegació i l'ofimàtica, de manera que les seves prestacions són molt reduïdes, encara que suficients per a aquestes funcions. També solen usar-se com centres multimèdia, connectats per exemple a un televisor.
Davant del portàtil té l'avantatge que té més possibilitats d'actualització del maquinari.